# Viện Hóa học (Việt Nam)
Viện Hóa học là một viện khoa học thuộc Viện Khoa học và Công nghệ Việt Nam (trước là Viện Khoa học Việt Nam rồi Trung tâm Khoa học Tự nhiên và Công nghệ Quốc gia). Viện được thành lập ngày 16 tháng 9 năm 1978 theo Quyết định số 230/CP của Chính phủ nước Cộng hòa Xã hội Chủ nghĩa Việt Nam.

## Chức năng nhiệm vụ
- Nghiên cứu cơ bản các lĩnh vực: Hóa vô cơ, Hóa hữu cơ, Hóa Polyme, Hóa lý, Hóa phân tích, Hóa học các hợp chất thiên nhiên, Hóa sinh, Hóa môi trường, Điện hóa và Công nghệ hóa học.
- Nghiên cứu ứng dụng và triển khai vào thực tế.
- Đào tạo sau đại học (Thạc sĩ và Tiến sĩ).
- Hợp tác nghiên cứu khoa học, triển khai và đào tạo với các cơ sở, viện nghiên cứu và trường đại học trong và ngoài nước.

## Các Viện trưởng qua các thời kỳ
- Hồ Sỹ Thoảng (1978-1988)
- Quách Đăng Triều (1988-1992)
- Đặng Vũ Minh (1992-2002)
- Trần Văn Sung (2002-2009)
- Nguyễn Văn Tuyến (2009-2022)